# Nagypál László
Nagypál László (Kiskunhalas, 1915. március 27. – Budapest, 1981. augusztus 8.) magyar énekes (tenor, majd bariton).

## Életútja
Nagypál Ferenc ügyvéd és Kovács Mária fia. Tanulmányait a Zeneakadémián végezte Molnár Imre növendékeként 1933–1939 között. 1939-ben a budapesti Operaház énekese volt. 1959–1961 között Debrecenben énekelt a Csokonai Színháznál. 1964-től váltott, és a tenor szerepek helyett bariton szerepeket énekelt. 1976–1982 között a jászberényi Palotási János Zeneiskola énektanára volt. Vendégszerepelt Európa számos operaházában és az Amerikai Egyesült Államokban is.

## Főbb szerepei
- Csajkovszkij: A pikk dáma – Hermann
- Mozart: Szöktetés a szerájból – Belmonte
- Mozart: A varázsfuvola – Tamino
- Muszorgszkij: Borisz Godunov – Grigorj
- Muszorgszkij: Hovanscsina – Andrej
- Offenbach: Hoffmann meséi – Hoffmann
- Puccini: Bohémélet – Rodolphe
- Puccini: Turandot – Calaf
- Puccini: Pillangókisasszony – Pinkerton
- Verdi: Traviata – Alfréd
- Verdi: Don Carlos – Don Carlos